# Замок Берг
Замок Берг (Schlass Bierg, фр. Château de Berg, нім. Schloss Berg) — основна резиденція великих герцогів Люксембургу. Знаходиться в місті Кольмар-Берг, біля злиття двох головних річок країни — Альзет і Атерт.

## Історія
Бергський замок до 1845 знаходився у володінні заможної родини Паск'є, коли король Віллем II вирішив влаштувати резиденцію в південній частині своїх володінь, населеної переважно католиками. Після придбання королем прав на замок його статус був офіційно закріплений в першій конституції Люксембургу (1848).
Після відділення Люксембургу від Нідерландів в 1890 році замок перейшов до великого герцога Адольфа. Саме тут народилися троє правителів великого герцогства, разом з Жаном I. У 1907—1911 на місці старого було збудовано новий, більший замок за проектом М. Остенрідера і П. Функа-Ейдта.
У роки Великої депресії монархи досягли з урядом домовленості про передачу Бергського замку та герцогського палацу в столиці країни у власність великого герцогства в обмін на компенсацію на суму 40 млн франків. При цьому за ними зберігалося право проживання в цих резиденціях.
У роки Другої світової війни замок прийшов у занепад, але після реставраційних робіт знову став місцем перебування великого герцога (з 1964 року).

## Джерело
- Історія замку на сайті люксембурзького уряду
- Фото замку

| замок | Це незавершена стаття про замок чи фортецю. Ви можете допомогти проєкту, виправивши або дописавши її. |